# Jacques Chaban-Delmas
Jacques Michel Pierre Chaban-Delmas (Parijs, 7 maart 1915 - aldaar, 10 november 2000) was een Frans politicus. Hij was van 1969 tot 1972 premier van Frankrijk. Daarnaast was hij driemaal voorzitter van de Franse Nationale Vergadering, burgemeester van Bordeaux (1947-1995), en bekleedde hij meerdere andere functies.

## Biografie
Hij werd geboren als Jacques Delmas. Hij studeerde rechten aan de Sorbonne-universiteit en volgde een militaire opleiding aan de academie van Saint-Cyr. Voor de oorlog was hij actief als journalist en als ambtenaar. De naam Chaban was tijdens de Tweede Wereldoorlog zijn pseudoniem in de Résistance. Als lid van de Résistance nam hij onder andere deel aan de Bevrijding van Parijs. Na de oorlog liet hij zijn naam officieel veranderen naar Chaban-Delmas.
In 1946 werd Chaban-Delmas namens de Républicains Radicaux et Radicaux-Socialistes in de Nationale Vergadering gekozen, en in 1947 werd hij tevens burgemeester van Bordeaux, een positie die hij gedurende 48 jaar behield. In 1951 werd hij herkozen in de Nationale Vergadering, nu namens de Rassemblement du peuple français (RPF).
In 1953, toen de RPF zich opsplitste, werd Chaban-Delmas hoofd van de Union des républicains d'action sociale (URAS) en president van de gaullistische partij. Een jaar later voegde hij zich bij het kabinet van Pierre Mendès France. Van 1957 tot 1958 was hij minister van defensie.
Nadat de Gaullisten in 1958 aan de macht kwamen, hielp Chaban-Delmas met de oprichting van de Union pour la nouvelle République (UNR). Hij werd tevens verkozen tot voorzitter van de Nationale Vergadering. Deze functie behield hij tot 1969.
In dat jaar werd Chaban-Delmas door president Georges Pompidou tot premier benoemd. Hij kreeg te kampen met de nasleep van de mei 1968-crisis, die volgens hem te wijten was aan een verstarde en door conflicten verscheurde gemeenschap. Chaban-Delmas probeerde als oplossing een 'nieuwe samenleving' te bevorderen. Hij verminderde de grip van de overheid op de massamedia. Dit werd hem niet in dank afgenomen door met name de conservatieve tak van de gaullisten. In 1972 werd hij mede door alle kritiek gedwongen zijn ontslag in te dienen als premier.
Twee jaar later, na de dood van president Pompidou, deed Chaban-Delmas zelf een greep naar het presidentschap. Hij kreeg slechts 15,10% van de stemmen. Wel werd hij nog tweemaal voorzitter van de Nationale Vergadering.
In 1995 ging Chaban-Delmas met pensioen.

## Sportcarrière
Behalve politicus was Chaban-Delmas ook een fanatiek sporter. Zo speelde hij vóór de Tweede Wereldoorlog tennis voor Racing Club de France en rugby voor Stade Français. Ook na de oorlog bleef hij actief in sport. Hij was in 1965 finalist in het dubbelspel voor veteranen op Roland Garros in Parijs en in 1970 werd hij bij dit toernooi zelfs kampioen.

## In media
- In de docu-fictie Le Grand Charles, gebaseerd op het leven van Charles de Gaulle, wordt Chaban-Delmas gespeeld door Julien Boisselier.
- In de film Paris brûle-t-il? (1966) wordt Chaban-Delmas gespeeld door Alain Delon.

- Bibsys: 98020837
- Biblioteca Nacional de España: XX956753
- Bibliothèque nationale de France: cb11895804b (data)
- Catàleg d'autoritats de noms i títols de Catalunya: 981058618418506706
- CiNii: DA01671453
- Gemeinsame Normdatei: 119075083
- International Standard Name Identifier: 0000 0003 6864 0517
- Library of Congress Control Number: n50038273
- Nationale bibliotheek van Australië: 35026988
- Nationale Bibliotheek van Israël: 987007305748805171
- Nationale Bibliotheek van Polen: a0000001736739
- Nederlandse Thesaurus van Auteursnamen: 070460752
- Réseau des bibliothèques de Suisse occidentale: 02-A003091952
- LIBRIS: 181787
- SNAC: w6089ksb
- Système universitaire de documentation: 026775123
- Trove: 800515
- Virtual International Authority File: 39374843
- WorldCat: E39PCjDy6H6fBB6MHThyH7Vbq3